# Сенди Морис
Сенди Морис (енгл. Sandi Morris; 8. јул 1992.) је америчка рекордерка у скоку с мотком. Освојила је сребрну медаљу у скоку с мотком на Олимпијским играма 2016. Такође је освојила сребро на Светским првенствима 2017. и 2019. 2018. освојила је злато на Светском првенству у дворани. Морис има лични рекорд од 4.95 метара прескочених 12. марта 2016,  у дворани у Портланду. Постигла је ову висину на Светском првенству у дворани 2018. када је поставила и нови рекорд шампионата. Морис је прескочила 5.00 метара на Меморијалу Ван Дам, митингу Дијамантске лиге у Бриселу 9. септембра 2016. Овај скок Сенди Морис је амерички женски рекорд у скоку мотком на отвореном.

## Међународна такмичења
| Година                          | Такмичење                       | Место                               | Позиција                        | Дисциплина                      | Резултат                        | Белешка                         |
| Представљајући Сједињене Државе | Представљајући Сједињене Државе | Представљајући Сједињене Државе     | Представљајући Сједињене Државе | Представљајући Сједињене Државе | Представљајући Сједињене Државе | Представљајући Сједињене Државе |
| ------------------------------- | ------------------------------- | ----------------------------------- | ------------------------------- | ------------------------------- | ------------------------------- | ------------------------------- |
| 2023                            | Светско првенство               | Будимпешта, Мађарска                | 7.                              | Скок мотком                     | 4.65 м                          |                                 |
| 2022                            | Светско првенство               | Јуџин, Сједињене Америчке Државе    | 2.                              | Скок мотком                     | 4.85 м                          |                                 |
| 2022                            | Светско првенство у дворани     | Београд, Србија                     | 1.                              | Скок мотком                     | 4.80 м                          |                                 |
| 2021                            | Олимпијске игре                 | Токио, Јапан                        | 16.                             | Скок мотком                     | 4.40 м                          |                                 |
| 2019                            | Светско првенство               | Доха, Катар                         | 2.                              | Скок мотком                     | 4.90 м                          |                                 |
| 2018                            | Светско првенство у дворани     | Бирмингем, Уједињено Краљевство     | 1.                              | Скок мотком                     | 4.95 м                          |                                 |
| 2017                            | Светско првенство               | Лондон, Уједињено Краљевство        | 2.                              | Скок мотком                     | 4.75 м                          |                                 |
| 2016                            | Олимпијске игре                 | Рио де Жанеиро, Бразил              | 2.                              | Скок мотком                     | 4.85 м                          |                                 |
| 2016                            | Светско првенство у дворани     | Портланд, Сједињене Америчке Државе | 2.                              | Скок мотком                     | 4.85 м                          |                                 |
| 2015                            | Светско првенство               | Пекинг, Кина                        | 4.                              | Скок мотком                     | 4.70 м                          |                                 |